# Catocala fasciata
Catocala fasciata là một loài bướm đêm trong họ Erebidae.